# Michał Dębiec
Michał Dębiec (ur. 29 marca 1984 w Tomaszowie Mazowieckim) – polski siatkarz, grający na pozycji libero. Po sezonie 2008/09 powołany przez Daniela Castellaniego do szerokiej reprezentacji Polski, przygotowującej się do Mistrzostw Europy w Turcji. W sezonie reprezentacyjnym 2009/10 powołany do reprezentacji B, stanowiącej zaplecze kadry przygotowującej się do Mistrzostw Świata we Włoszech.

## Kluby
- Lechia Tomaszów Mazowiecki (wychowanek)
- Inotel Poznań (2006–2007)
- Delecta Bydgoszcz (2007–2010)
- AZS Częstochowa (2010–2011)
- Delecta Bydgoszcz (2011–2013)
- Krispol Września (2013–2014)
- BBTS Bielsko-Biała (2014–2015)
- Krispol Września (2015)